# 穆莱雷斯
穆莱雷斯（法語：Moulayrès，法語發音：[mulɛʁɛs]）是法国奧克西塔尼大區塔恩省的一个市镇，属于卡斯特尔区。

## 地理
穆莱雷斯（43°41'47"N, 2°1'46"E）面积8.85 平方千米，位于法国奧克西塔尼大區塔恩省，该省份为法国南部内陆省份，北起顺时针与阿韦龙省、埃罗省、奥德省、上加龙省和塔恩-加龙省接壤。
与穆莱雷斯接壤的市镇（或旧市镇、城区）包括：布鲁斯、达米亚特、格罗耶、米塞克勒、皮卡尔韦勒。

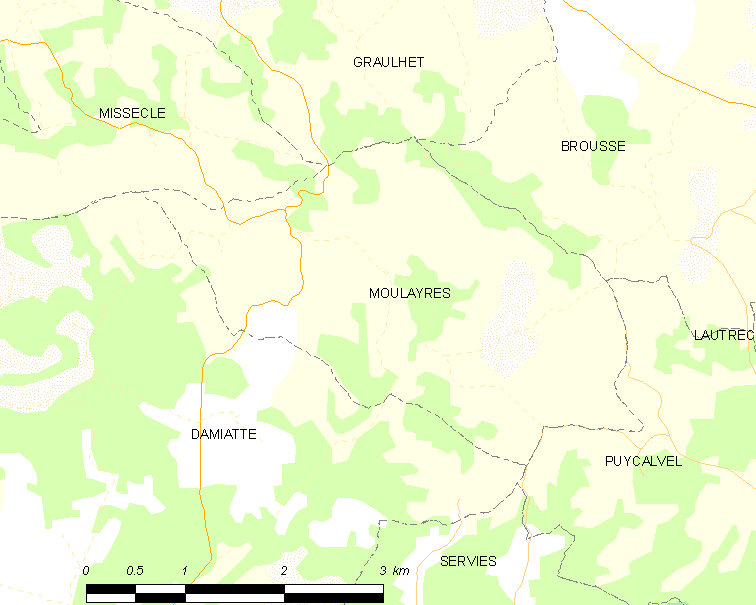
穆莱雷斯的OSM定位图

穆莱雷斯的时区为UTC+01:00、UTC+02:00（夏令时）。

## 行政
穆莱雷斯的邮政编码为81300，INSEE市镇编码为81187。

## 政治
穆莱雷斯所属的省级选区为格罗耶县。

## 人口

1962-2008年间穆莱雷斯人口变化图示

穆莱雷斯于2022年1月1日时的人口数量为216人。